# のらのねこ
のらのねこは日本の女性声優。主にアダルトゲームに声をあてている。

## 出演
太字は主役・メインキャラクター。

### OVA
- STARLESS（間宮麻理華、君嶋由香里）

### ゲーム

#### 2007年
- ARCUSX 聖剣ノ継承者、忍び寄る淫夢（サーラ・メディン）
- ARCUSX 〜聖剣戦争、淫獄の軌跡〜（サーラ・メディン）
- ARCUSX 〜偽りノ隣人、淫行への招待状〜（サーラ・メディン）
- ARCUSX 〜シムサード、淫欲調教の宴〜（サーラ・メディン）
- ARCUSX 〜神威降臨、ピクトへの想い…〜（サーラ・メディン）
- かてきょっ! 〜おしえてエッチなこと〜（吉田 歩）
- ご奉仕します! コスロイド（みひろ）
- 体育倉庫物語 〜幼性の夏休み〜（アナスタシア・ケイジ）
- たいむとらぶる 〜マリーにくびったけ〜（マリー・アントワネット）

#### 2008年
- ARCUSX Complete Edition（サーラ・メディン）
- ぱすてる☆ななな 〜魔法少女はオトコノコ!?〜（七菜川 成実）

#### 2009年
- 弟を愛してやまない姉あるいはお兄ちゃんが大好きっ子な妹とのタブーなカンケイ（夏坂 深冬）
- しぃしー貧乳姉妹（幸徳 瑞穂）
- 少女と世界とお菓子の剣 〜Route of AYANO〜（椛田 京也）

#### 2010年
- 感染って発情アクメ菌! -精にまみれた女学園-（吉良 梢）
- おっぱい戦争 -巨乳VS貧乳-（清澄 涼夏）
- 俺のタマノコシに乗ってくれ 〜従妹とメイドと後輩と先輩と先生と〜（白鳥 龍夜）
- クラ☆クラ 〜CLASSY☆CRANBERRY'S〜（九条 翼）
- 中出しスパイの挿入捜査 -子宮の平和は俺が守る!-（レスティ・ヘイム・スクリングラ）
- 孕ませ修学旅行 〜そうだ、子作りに行こう〜（堀口 雪菜）

#### 2011年
- お姉ちゃんエロエロ注意報 〜愛液の大洪水〜（百瀬 香代子）[1]
- 子作り妖怪H変化 〜乙女を犯す憑依合体〜（葛木 藍里）
- ぜったい絶頂☆性器の大発明!! ─処女を狙う学園道具多発エロ─（長谷川 陽波）
- 変態勇者の中出し英雄記（シグリア＝シュドゥレイ）
- 中出し孕ませ新薬調査（神谷 澪）[2]

#### 2012年
- 冬馬小次郎の探偵FILE～聖黒樺学園殺人事件～（仁科 里佳子）
- 脱がして犯して淫力吸しゅ～!（星空 光）

#### 2013年
- ドキドキすり～ぴ淫Zzzセックス!～気になるあの娘に中出し膣開発♪～（篠山 未来）

### その他
- 忙しい人のための幻想郷シリーズ（チルノ、アリス・マーガトロイド）